# Peter Mangs

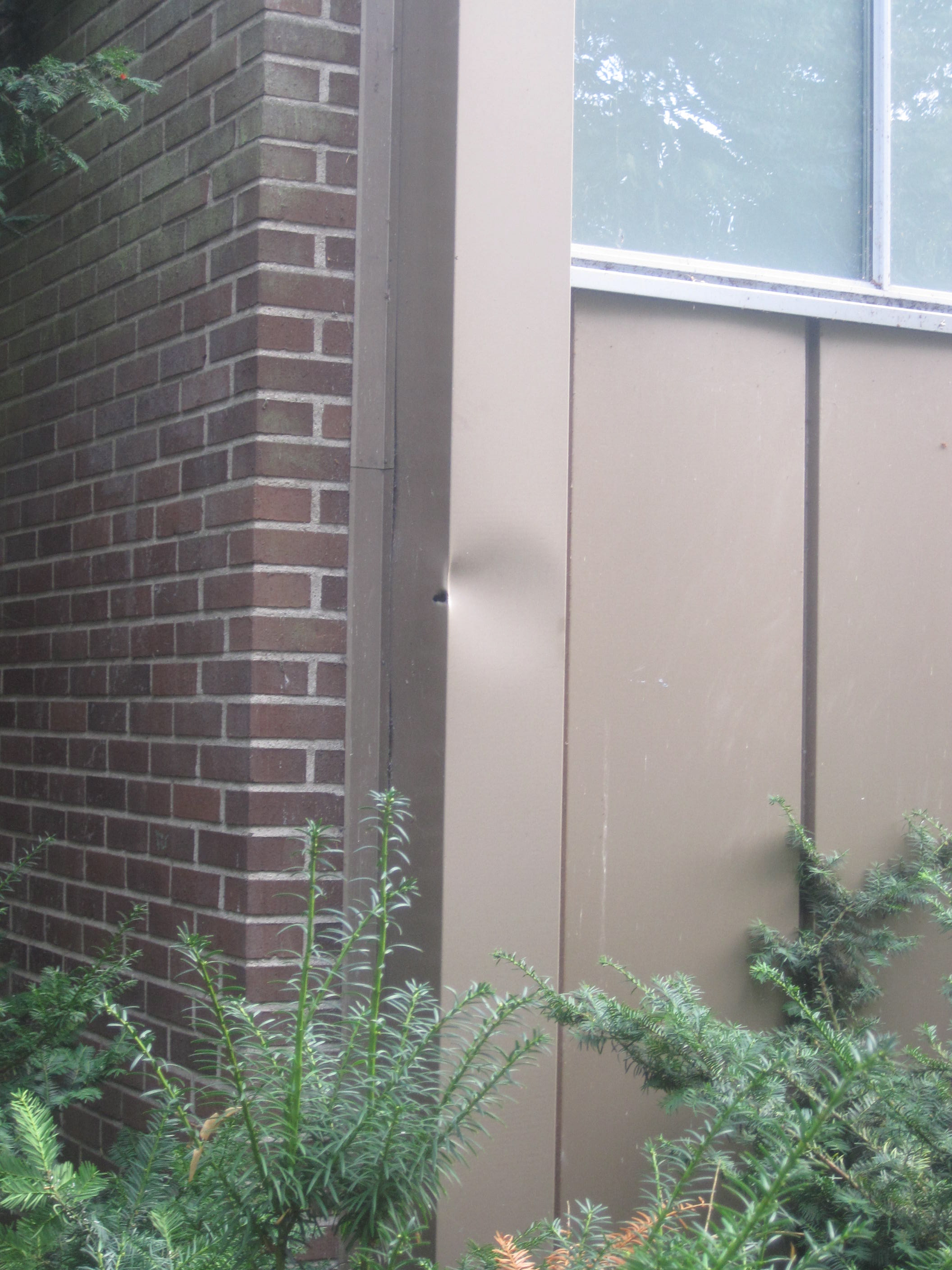
Kulhål i fasaden till Malmö Borgarskolas gymnastiksal; enligt uppgifter från polisen 2013 ett verk av Peter Mangs.

Johan Peter Mangs, född den 4 mars 1972 i Älmhult, är en svensk mördare. Den 24 juli 2012 dömdes Mangs av Malmö tingsrätt för två mord, fyra mordförsök och tre fall av grovt olaga hot till livstids fängelse. Domen överklagades. Den 25 april 2013 ändrade Hovrätten över Skåne och Blekinge tingsrättens dom och fällde Mangs för två mord och åtta mordförsök. Livstidsdomen kvarstod. Brotten riktades i huvudsak mot svarta, muslimska och romska Malmöbor.

## Biografi
Peter Mangs föddes i Älmhult i Småland. Hans föräldrar skildes tidigt. Peter Mangs växte upp med sin mamma och en sju år äldre syster. Hans farbror var skådespelaren och revyartisten Sune Mangs. Systern började tidigt med tunga droger och dog redan som 24-åring.
Peter Mangs hade ett stort musikintresse och efter Hermodsdalsskolan i Malmö fortsatte han på Heleneholmsgymnasiets musiklinje. Under gymnasietiden började han bygga elbasar och spela i band. Efter gymnasiet fortsatte Mangs på den jazzinriktade Fridhems folkhögskola i Svalöv. Han gick därefter en snickeriutbildning på Vingaskolan för att bli en bättre basbyggare.
Han gjorde gästspel i olika band men blev aldrig långvarig; bland annat spelade han ett tag i Agurk Players. Åren 1996-1999 vistades han hos sin far i Florida för att där pröva lyckan inom musiken. I USA spelade han bland annat in och gav ut en egen EP, "Earthshaker".
Han återvände till Sverige och började på sjuksköterskeprogrammet hösten 2002, men hoppade av redan på våren. Han gick med i en skytteklubb. Strax före jul 2002 fick han vapenlicens. Han köpte en tävlingspistol och en Glock 19. Han började även träna kampsport. År 2004 fick han anställning som tandtekniskt biträde.

## Skottlossningarna i Malmö

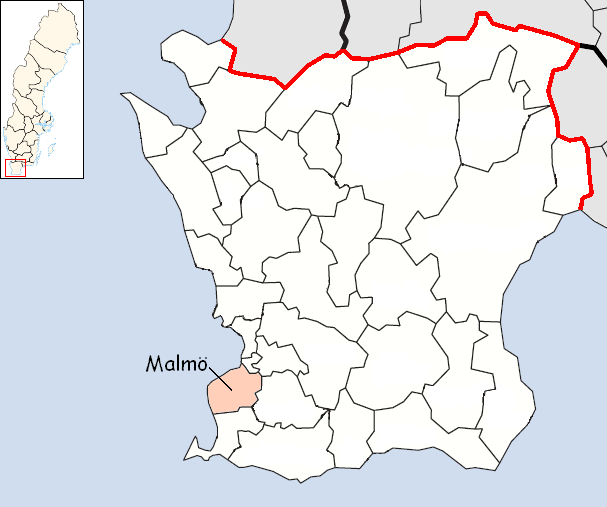
Malmö, där skottlossningarna ägde rum.

Skottlossningarna i Malmö (även Skottdåden i Malmö eller Skjutningarna i Malmö) var ett antal skottlossningar i centrala Malmö under slutet av 2009 och 2010 som fick stor uppmärksamhet i svensk massmedia. En del av dem knöts senare till Mangs.
Polisen ansåg inledningsvis att många av skottlossningarna 2010 begåtts av den organiserade brottsligheten. För flera av dåden hade dock inget motiv kunnat klarläggas, men ett och samma typ av vapen kunde knytas till några av skjutningarna, och de hade skett inom ett avgränsat område i Malmö. En gemensam nämnare var att flera av brottsoffren hade invandrarbakgrund och enligt kriminologiprofessor Jerzy Sarnecki föreföll flera av skjutningarna vara hatbrott. Även åklagarna i rättegången mot Peter Mangs hävdade att det fanns rasistiska motiv till dåden men varken tingsrätten eller hovrätten fann att de motiven med säkerhet kunde fastslås utan konstaterade i domen att "Man kan inte bortse från möjligheten att det i vissa fall kan ha varit andra omständigheter än målsägandens nationella eller etniska ursprung som varit avgörande." Enligt källor med insyn i utredningen tros systerns drogrelaterade död ha "triggat" Mangs och att han i vissa fall ska ha skjutit för att skada kriminella.[källa behövs]

## Gripandet av Peter Mangs
Den 9 november 2010 grep polisen Peter Mangs som misstänkt för flera av skjutningarna. Polisen misstänkte honom även för två mord begångna redan 2003. Utredningen blev mycket långdragen. Åtal mot Mangs väcktes i början av maj 2012 för tre mord och många mordförsök under perioden 2003–2010.
Den 24 juli 2012 dömdes Mangs av Malmö tingsrätt för två mord, fyra mordförsök och tre fall av grovt olaga hot. Tingsrätten ansåg att Mangs skulle genomgå en rättspsykiatrisk utredning, utöver de som redan gjorts, för att avgöra om han skulle dömas till fängelse eller vård.
Den 23 november 2012 meddelade Malmö tingsrätt att Mangs dömdes till livstids fängelse för de brott han begått.
Den 10 december 2012 meddelade försvaret att domen skulle överklagas. Den 25 april 2013 fastställde hovrätten livstidsdomen mot Mangs. Den 25 juni samma år beslutade Högsta domstolen att inte bevilja honom prövningstillstånd.

## Brott
Peter Mangs har befunnits skyldig till följande brott:
| Datum för brott                 | Brott                             | Plats i Malmö      | Beskrivning |
| ------------------------------- | --------------------------------- | ------------------ | --- |
| 13 juni 2003                    | Mord                              | Gånglåtsvägen 47   | Kooros Effatian, 66, hittades död på sin soffa. Han hade blivit skjuten i bröstet. |
| 10 oktober 2009                 | Mord                              | Skrävlinge kyrkväg | Trez West Persson satt i passagerarsätet på en vit Renault när hon sköts till döds. |
| 10 oktober 2009                 | Mordförsök                        | Skrävlinge kyrkväg | Bredvid Trez West Persson satt hennes vän Xhafer Dani, 22, som också träffades av skotten, bland annat i huvudet, bröstet och ena armen. Han lyckades ta sig ur bilen och svårt skadad larma polis.                  |
| 23 oktober 2009                 | Grovt olaga hot, Skadegörelse     | Hyacintgatan       | Flera skott avlossades mot en lägenhet där en 28-årig man brukade befinna sig. Vid det här tillfället var han inte där.                                                                                              |
| 31 december 2009                | Grovt olaga hot, Skadegörelse     | Hyacintgatan       | Flera skott avlossades mot en fastighet, men ingen träffades. Troligen var skytten även denna gång ute efter samma 28-åring.                                                                                         |
| 31 december 2009                | Mordförsök                        | Jägersrovägen      | Skott avlossades genom en fönsterruta på Islamic Center. En böneledare fick glassplitter i nacken. |
| 12 mars 2010                    | Grovt olaga hot, Skadegörelse     | Hårds väg          | Skott avlossades mot ett lägenhetsfönster, men ingen människa träffades. Xhafer Dani, som skottskadades under mordförsöket i oktober 2009, bodde vid tillfället i lägenheten.                                        |
| 14 mars 2010                    | Skadegörelse                      | Verkstadsgatan     | Flera skott avlossades mot polisstationen vid Davidshalls torg. Skotten var riktade mot ett upplyst fönster i ett arbetsrum, ingen person träffades. Rummet innanför var tomt men används annars av en närpolischef. |
| 16 mars 2010                    | Mordförsök                        | Professorsgatan    | Två män i en bil besköts. Ahmed al-Hamid skadades, hans kamrat fick en kula genom kepsen men klarade sig utan skador.                                                                                                |
| 19 juni 2010                    | Försök till grov misshandel       | Regementsgatan     | Lang Conteh och två vänner besköts utanför badpalatset Aq-va-kul. En man brännskadades av en kula som strök längs med huden.                                                                                         |
| 24 augusti 2010                 | Mordförsök                        | Köpenhamnsvägen    | Younes Cheikhi såg en röd prick fladdra förbi fönstret i sitt gatukök. Sekunderna senare krossades rutan av en kula som gick in genom en öppen dörr på baksidan.                                                     |
| 30 oktober 2010                 | Övergrepp i rättssak, grovt brott |                    | Mangs försökte genom hot om våld hindra en person från att berätta för polisen vad Mangs själv sagt till honom angående mordet på Trez West Persson och mordförsöket på hennes vän Xhafer Dani.                      |
| augusti 2010 till november 2010 | Skadegörelse                      |                    | Skott genom en skylt vid Malmö stadion och genom en kommunteknikskylt vid Baltiska vägen i Malmö. |

## Skildringar av Peter Mangs
År 2013 sände Sveriges Radio P1-dokumentären "Fallet Peter Mangs" av Jesper Huor och Magnus Arvidson, som beskriver hur Mangs förvandlades från popmusiker till rasistisk mördare, och hur han hittade offer på hemsidan Politiskt Inkorrekt. 
År 2015 gav journalisten och författaren Joakim Palmkvist ut boken Äventyr i Svenssonland: Seriemördaren Peter Mangs om Mangs och hans brott, efter att ha följt hela rättsprocessen och intervjuat Mangs i fängelset. I en intervju med Palmkvist erkände Mangs för första gången offentligt de två mord han dömts för.
Senare samma år gav religionshistorikern Mattias Gardell ut boken Raskrigaren: Seriemördaren Peter Mangs, baserad på tio möten med Mangs i fängelset under perioden 2013-2015.
Manal Masris film Brev till en seriemördare från 2017 handlar om Masris brevväxling med Mangs angående hans eventuella inblandning i beskjutningen år 2006 av hennes då 16-årige bror. Mangs misstänktes men beskjutningen fanns inte med i åtalet mot honom.
I februari 2024 visade Viaplay och TV3 dokumentärserien Peter Mangs – En seriemördares hemlighet med tre avsnitt. Den är gjord av John Mork, som i filmen menar att Mangs borde utredas för olösta mord i Florida.